# Gregor Krauskopf
Gregor Krauskopf (* 8. Dezember 1919 in Berlin; † 2004 ebenda) war ein deutscher Maler, Grafiker und Hochschullehrer.

## Leben und Werk
Krauskopf war der Sohn der Malerin Wally Krauskopf und des Malers Bruno Krauskopf. Schon als Kind machte er Bekanntschaft mit den Werken der Expressionisten. Er studierte in Berlin bei Edmund Schaefer und bei Otto Arpke an der Höheren graphischen Fachschule und nahm dann als Soldat der Wehrmacht am Zweiten Weltkrieg teil. Nach der Rückkehr aus der Kriegsgefangenschaft arbeitete er ab 1945 in Berlin als freischaffender Maler und Grafiker. Daneben machte er ein Privatstudium bei dem von den Nationalsozialisten aus politischen Gründen als „unerwünscht“ diskriminierten expressionistischen Maler Albert Klatt (1892–1970). Ab 1947 war er Mitglied, ab 1981 Ehrenmitglied des Vereins Berliner Künstler, von 1959 bis 1982 Mitglied des Vorstands des Vereins. Er nahm an mehreren Ausstellungen des Vereins teil und u. a. 1948 an der vom Berliner Magistrat ausgerichteten Ausstellung Junge Generation. Werke des Nachwuchses.
Von 1949 bis 1961 war Krauskopf Dozent an der späteren Fachschule für Werbung und Gestaltung in Berlin-Oberschöneweide. Zu seinen Schülerinnen und Schülern gehörten u. a. Anneliese Dörck und Achim Freyer.
Außerdem war Krauskopf von 1957 bis 1961 Lehrbeauftragter an der Hochschule für bildende und angewandte Kunst Berlin-Weißensee und von 1964 bis 1976 Lehrbeauftragter in der Abteilung Grafik der Berliner Hochschule der Künste.

## Darstellung Krauskopfs in der bildenden Kunst
- Fritz Köthe: Porträt Gregor Krauskopf (1946, Tempera und Öl, 38 × 52,5 cm)[2]